# 網際網路社會學
網際網路社會學（Sociology of the Internet）是社會學的子領域之一，以網際網路為主體，對網路如何成為資訊傳播和人際溝通工具的理論性、實務性與方法論研究。社會學家關切科技對社會連帶的影響，包括虛擬社群、新的社會網路與社會關係之誕生，以及網路犯罪等等命題。
網際網路作為人類最新的溝通工具之一，是資訊革命的主要推手。社會學家關心網際網路能否作為研究方法實務上的工具？例如使用線上問卷調查，而非傳統紙本問卷。除此之外，網路也可當作溝通平台，或者是研究主題。嚴格意義上來說，網際網路社會學關切的命題是網路社群分析（例如新聞組）、虛擬社群與虛擬世界、新媒體導致的組織變遷，以及從工業社會邁入資訊社會的社會變遷研究。網路社群可以用量化研究方法做社會網絡分析，也可以用質性研究方法針對虛擬社群做網路誌調查；網路造成之社會變遷可以用量化研究方法做人口統計學上的研究，也可以用針對網路溝通上的符號意義進行媒體研究。

## 學科發展
網際網路是社會學領域中，最新的研究對象之一，如美國歷史學家羅伯·丹屯說：它為社會帶來革命性的影響，「就像發生在昨天，或前天，完全看你怎樣計算這個時間距離」。網際網路起源自美國國防高等研究計劃署1969年開發的ARPANET，「網際網路」（Internet）一詞則誕生於1974年。1990年代中葉，全球資訊網（WWW）誕生，當圖形使用者介面和新功能如電子郵件出現後，網際網路也開始普及化了，出現非學術、軍事用途的商業網路。1995年，微軟公司的Internet Explorer網頁瀏覽器正式發布，Netscape瀏覽器則晚了一些。Google成立於1998年、維基百科在2001年上線，Facebook、Twitter和Youtube等社群網站在2000年代中葉紛紛出現，當代資訊社會進入Web 2.0時代。全球網際網路使用者人口數正在持續上升中。

## 研究趨勢
根據美國社會學家保羅·狄馬喬等人在2001年做的研究指出，網際網路社會學的研究涉及五大面向：
- 因貧富差距而導致的數位落差
- 社群與社會資本（時移算符（英语：Time displacement）問題）
- 政治參與（公共領域、審議民主和公民社會）
- 組織與其它經濟組織
- 文化參與和文化差異

## 社會影響
網際網路不只創造新的人際互動方式（例如社群網站出現），也影響人們「下線」時的現實生活，例如旅行社群網站「CouchSurfing」旨在幫助網友建立現實互動等。虛擬社群可以創造緊密的社會聯帶，不只存在於虛擬關係中，也會影響人們現實中的人際互動 。網路產生的人際紐帶究竟是拉近人與人之間的距離，還是讓人與人更疏離（社交孤立）？網路究竟是使人擁有更多社會資本，還是使人社會資本更少？網路有助於創造多樣化的社交平台，還是趨向單一化？這都是還在爭論中的問題。美國蒙大拿州立大學歷史教授理查·詹森認為，網際網路拓展了人類社會的「邊界」，網友在網路上的互動、合作與衝突有時像是無政府式的，如美國舊西部般。

### 政府與審查制度
網際網路正逐漸成為一種政治工具。2004年美國總統選舉中，民主黨籍總統候選人霍華德·迪恩利用網路作為宣傳工具，引起不少話題；2008年，巴拉克·歐巴馬同樣利用網路為選情加溫。當代已有許多社會運動是透過網路發起，被稱為網際網路行動主義。這表示，政治力已經懂得利用網路作為工具，甚至懂得控制網路。許多國家如朝鲜、伊朗、沙烏地阿拉伯、中華人民共和國等均實行嚴格的網路審查制度，而泰國、俄羅斯、澳洲等國家則對網路言論進行監控。絕大多數國家出於阻止犯罪、鼓動自殺或兒童色情等理由都有網路審查措施，僅有少數非洲、中南美洲、大洋洲和蒙古國未實施網路審查。在某些國家，人民甚至只能連上治安單位許可的網際網路服務提供者。

### 經濟
當人們發現網際網路在經濟發展上的優勢後，電子商務也跟著出現，卻也證明某些認為網路會帶來貧富差距與數位落差的觀點，例如線上地圖與位置感知（location-aware）服務的誕生。電子商務衝擊大量未跟上科技發展的中小型企業與實體企業，並增長貧富差距。